# Amphibolia
- Commons
- Wikispecies

Amphibolia L.Bolus ex A.G.J. Herre  é um género botânico pertencente à família Aizoaceae.

## Espécies
- Amphibolia gydouwensis
- Amphibolia hallii
- Amphibolia hutchinsonii
- Lista completa